# Tarzan
 For alternative betydninger, se Tarzan (flertydig). (Se også artikler, som begynder med Tarzan)
Tarzan (John Clayton II, Lord Greystoke) er en fiktiv figur, et arketypisk naturbarn opvokset i den afrikanske jungle af Mangani-aberne; senere oplever han civilisationen kun for at afvise den og vende tilbage til naturen som en heroisk eventyrer. Tarzan, der er skabt af Edgar Rice Burroughs, optrådte første gang i romanen Tarzan, Abernes konge (som magasinudgivelse 1912 og bogudgivelse 1914) og derefter i 25 efterfølgere, flere autoriserede bøger af andre forfattere og utallige værker i andre medier, både autoriserede og uautoriserede . Spillefilmversionen med Tarzan som den ædle vilde ("Me Tarzan, You Jane"), der portrætteres af Johnny Weissmuller, afspejler ikke den oprindelige figur i romanerne, der er elskværdig og yderst sofistikeret.